# جائزة سنغافورة الكبرى 2011
جائزة سنغافورة الكبرى  2011 (بالإنجليزية: 2011 Singapore Grand Prix)‏ هو سباق فورمولا 1 أقيم بتاريخ 25 سبتمبر 2011 في سنغافورة. كان الرابع عشر من أصل 19 في بطولة العالم لسباقات الفورمولا واحد موسم 2011. حلّ الألماني سباستيان فيتل أولا بينما جاء البريطاني جنسن باتون في المركز الثاني وحصل على المركز الثالث الأسترالي مارك ويبر.